# 크리스 허핀스
크리스 허핀스(영어: Chris Huffins, 1970년 4월 15일 ~ )는 미국의 육상 선수로 10종경기에서 활약했다. 그는 1997년에 모니크 파커와 결혼했다. 허핀스는 알파 피 알파 사교 클럽의 회원이다.

## 육상 경력
크리스 허핀스는 먼저 캘리포니아 대학교에 다니는 동안 10종경기에 관심을 갖게 되었다. 그는 발가락 골절로 결장했고, 10종경기를 실시하는 다른 학생들을 감시했다. 10종경기 선수가 되기 전에, 크리스 허핀스는 농구 선수, 단거리달리기 선수, 멀리뛰기 선수였다.

## 2000년 시드니 올림픽
허핀스는 1999년 팬아메리칸 게임에서 우승했고 1999년 세계 선수권 대회 10종경기에서 3위를 했다. 허핀스는 2000년 미국 올림픽 평가전에서 톰 파파스와 킵 잰브린 가운데에서 2위를 했다.
허핀스는 시드니 올림픽에서 지속적으로 연기했고, 처음 9가지 이벤트 후 창던지기를 포함해서 6점으로 최종 우승자 에르키 놀을 주도했다. 허핀스는 1500m 결승에서 거의 13초로 자신의 이전 최고 기록을 갈아치웠고, 하드 레이스를 달렸다. 그것은 동메달을 따는데 충분했다. 허핀스의 점수는 시즌 최고 8595 포인트였고 금메달리스트 에르키 놀의 짧은 46 포인트에 그쳤다.

## 참조
- 뉴욕 타임스